# 282669 Erguel
282669 Erguel este o planetă minoră (asteroid) din centura de asteroizi. A fost descoperită pe 6 noiembrie 2005 la Nogales de Michel Ory⁠(d). 
Obiectul prezintă o orbită caracterizată de o semiaxă mare de 2,3406896530417 UAi, o excentricitate de 0,03, o înclinație de 5,6 ° în raport cu ecliptica.